# هيرسون كابري
هيرسون كابري (بالبرتغالية: Herson Capri‏) هو ممثل برازيلي، ولد في 8 نوفمبر 1951 ببونتا غروسا في البرازيل.

## أعمال

### أفلام
- (1985) قبلة المرأة العنكبوت

## وصلات خارجية
- هيرسون كابري على موقع IMDb (الإنجليزية)
- هيرسون كابري على موقع قاعدة بيانات الأفلام العربية
- هيرسون كابري على موقع ألو سيني (الفرنسية)
- هيرسون كابري على موقع أول موفي (الإنجليزية)
- هيرسون كابري على موقع قاعدة بيانات الأفلام السويدية (السويدية)
- هيرسون كابري على موقع قاعدة بيانات الفيلم (الإنجليزية)
- هيرسون كابري على موقع كينوبويسك (الروسية)